# Knautia tulceanensis
Knautia tulceanensis är en tvåhjärtbladig växtart som beskrevs av E. I. Nyárády. Knautia tulceanensis ingår i släktet åkerväddar, och familjen Dipsacaceae. Inga underarter finns listade i Catalogue of Life.